# Bet

Bet

ב (bet, בית) este a doua literă a alfabetului ebraic și a celui fenician. Are valoarea numerică 2.
Semnul bet este reprezentarea grafică a unei case, bet fiind cuvântul semitic pentru "casă", "clădire" (în arabă bayt, vezi litera baa a alfabetul arab).
Bet este înrudit cu semnul beta al scrierii grecești

## Exemple
- בוקר boker "dimineață" (transliterat bwqr, de la stânga la dreapta).
- בית-ספר bet sefer "școală" (transliterat byt sfr)
- בית-כנסת bet knesset "sinagogă" (transliterat byt knst)

Whitehead, Kate (2018-01-14).